# Paranthrenopsis
Paranthrenopsis là một chi bướm đêm thuộc họ Sesiidae.

## Các loài
- Paranthrenopsis editha (Butler, 1878)
- Paranthrenopsis flavitaenia Wang & Yang, 2002
- Paranthrenopsis flaviventris Kallies & Arita, 2001
- Paranthrenopsis polishana (Strand, [1916])
- Paranthrenopsis siniaevi Gorbunov & Arita, 2000
- Paranthrenopsis taiwanella (Matsumura, 1931)